# Mamane Oumarou
Mamane Oumarou (* 1945 in Diffa) ist ein nigrischer Politiker und Diplomat. Er war 1983 sowie von 1988 bis 1989 Premierminister seines Landes.

## Leben
Mamane Oumarou gehört der Volksgruppe der Kanuri an. Er besuchte von 1952 bis 1958 die Grundschule in seinem Geburtsort Diffa, der der spätere Außenminister Boukary Sabo als Direktor vorstand, und von 1958 bis 1963 das Lycée National in der Hauptstadt Niamey. Anschließend absolvierte er die École Nationale d’Administration in Niamey. Oumarou arbeitete von 1967 bis 1972 in der Stadtverwaltung von Zinder. Er wurde 1974 zum stellvertretenden Präfekten des Departements Zinder ernannt, 1975 zum Unterpräfekten des Departements Mirriah und 1976 zum Bürgermeister von Maradi. Dieses Amt hatte er bis 1981 inne. Im selben Jahr bestimmte ihn Staatschef Seyni Kountché zum Minister für Jugend, Sport und Kultur.
Das Regime von Seyni Kountché entschloss sich zur Schaffung des Amts eines Premierministers, zu dem Mamane Oumarou am 24. Januar 1983 ernannt wurde. Am 14. November 1983 stieg er zum Präsidenten des Nationalen Entwicklungsrats und damit zur protokollarischen Nummer zwei im Staat nach Seyni Kountché auf. Premierminister an seiner Stelle wurde Hamid Algabid. Oumarou leitete den Nationalen Entwicklungsrat bis zum 10. September 1987. Er organisierte während dieser Zeit landesweit Diskussionsveranstaltungen unter dem Leitthema der „Entwicklungsgesellschaft“, der damaligen Staatsdoktrin Nigers. Nach Kountchés Tod wurde Oumarou als Botschafter nach Kanada geschickt, allerdings bereits ein knappes Jahr später, am 15. Juli 1988, von Staatschef Ali Saibou erneut zum Premierminister ernannt. Beim Gründungskongress der Einheitspartei Nationale Bewegung der Entwicklungsgesellschaft im Mai 1989 wurde er zudem Mitglied von deren nationalem Exekutivbüro. Am 20. Dezember 1989 wurde das Amt des Premierministers wieder abgeschafft.
Oumarou war von 1990 bis 1996 als in Ägypten, dem Sudan und der Türkei akkreditierter Botschafter in Kairo tätig. 1996 wechselte er als Botschafter nach Riad und war als solcher in Saudi-Arabien, den Vereinigten Arabischen Emiraten, Katar, Bahrain, Jemen und Brunei akkreditiert. Staatspräsident Mamadou Tandja, ein Parteikollege Oumarous, ernannte ihn 2008 zum Médiateur de la République, eine Art staatlicher Ombudsmann, was als persönlicher Gefallen und Versorgungsposten galt. Oumarou verlor dieses Amt durch den Sturz Tandjas im Jahr 2010.